# François Partant
François Partant, eigentlich François Roche (* 1926; † 25. Juni 1987) war ein Ökonom, der als Bankier in der Entwicklungszusammenarbeit arbeitete. Nachdem er in den 1960er Jahren bei der Entwicklung verschiedener Länder der Dritten Welt wie Iran und Madagaskar half, gelangte er allmählich zu der Überzeugung, dass die Entwicklungspolitik zu schwerwiegenden Fehlentwicklungen führte. Daraufhin arbeitete er für die Regierungen und die Oppositionsbewegungen dieser Länder, bevor er eine umfassendere Reflexion über das internationale politische und ökonomische System unternahm. Er wurde zu einem der schärfsten Kritiker der Entwicklung und zu einem der Pioniere des Postdevelopment.

## Leben
Aufgrund seiner beruflichen Aktivitäten als leitender Angestellter bei einer Bank entschied sich François Roche, den Nachnamen Partant als Pseudonym zu verwenden. Er konnte sich so freier ausdrücken.
Er arbeitete zunächst in Paris für eine große französische Privatbank, bevor er im Lauf der sechziger Jahre die Leitung der Auslandsvertretung in Teheran im Iran unter dem Schah-Regime übernahm. Dort begann er die Geschäftspraktiken, die zu leiten ihm übertragen worden war, in Frage zu stellen. Zur selben Zeit traf er Führer der Opposition gegen den Schah und stellte schließlich regelmäßig sein Haus für Treffen verschiedener Oppositionsgruppen zur Verfügung.
Nach einigen Jahren und einem Infarkt kehrte er nach Paris zurück und wurde Mitarbeiter einer staatlichen Bank, die ihn nach Madagaskar entsandte, wo er vier Jahre lang eine Investmentgesellschaft leitete. Er arbeitete für die ‘Entwicklung’ der Insel, eine Aktivität, die er später harsch kritisierte. Kurz vor den Ereignissen des Mai 1968 kehrte er nach Frankreich zurück. Daraufhin beschloss er keine Anstellung als Angestellter mehr anzunehmen, um sich dem Schreiben zu widmen. Seine Schriften aus dieser Zeit sind heute nicht zugänglich, denn er hat sie selbst später verschwinden lassen, da er sie unzureichend fand.
Im Südjemen in Aden versuchte Partant 1969 seine erste nichtprofessionelle Intervention. Angesichts des Unverständnisses der staatlichen Stellen arbeitete er sein Projekt der Centrale économique aus, das er immer wieder überarbeitete.
1971 wurde er von der Regierung der Volksrepublik Kongo ersucht, die Finanzierung des Entwicklungsplans dieses Landes zu untersuchen. Durch seine vorausgegangenen Erfahrungen misstrauisch geworden, reiste er zunächst als Tourist in das Land, um sich selbst ein Bild von der Lage zu machen. Er war, seinen eigenen Worten zufolge, bestürzt über das, was er entdeckte. Er schrieb daraufhin einen für das zuständige Ministerium bestimmten Text, in dem er die Grundlagen des Plans kritisierte. Der Minister, der sich als für Partants Thesen empfänglich erwies, wurde infolge einer internen Abrechnung innerhalb der damals an der Macht befindlichen marxistischen Partei inhaftiert. Der zunächst für das Ministerium bestimmte Text wurde von Partant überarbeitet und erweitert und bildete in dieser Form die Grundlage für sein Buch La Guérilla économique, das 1976 erschien.
Partant entschied sich, sich wieder auf den Weg zu machen, und während er Madagaskar bereiste, spielten sich in Tananarive die Ereignisse des ‚madagassischen Mai’ von 1972 ab. Partant blieb drei Jahre in Madagaskar und beteiligte sich an den revolutionären Ereignissen, die folgten. Er ließ die Studie, die er für den Kongo gemacht hatte, bis in ministerielle Kreise hinein zirkulieren und analysierte unter verschiedenen Pseudonymen die Situation für verschiedene madagassische Zeitungen und für Le Monde diplomatique. Nachdem er Todesdrohungen erhielt und die Verhältnisse in Madagaskar zur alten Ordnung zurückkehrten, entschied sich Partant nach einem kurzen Aufenthalt in Tansania nach Frankreich zurückzukehren.
Von 1975 bis 1976 beteiligte er sich am Drehbuch und an den Dreharbeiten für die sieben Reportagen der Serie Au nom du Progrès [Im Namen des Fortschritts] von Gordian Troeller und Marie-Claude Deffarge.
Er schrieb weiter Artikel und Bücher und arbeitete an verschiedenen Zeitschriften mit. 1978 publizierte er 1978 Que la crise s'aggrave [Soll die Krise sich doch verschärfen!], ein Buch mit einem provozierenden Titel, in dem er seine ökonomischen Thesen entfaltete. Wie das vorhergehende verkaufte sich auch dieses Buch schlecht. Partant versuchte daraufhin seine Ideen auf andere Weise zu verbreiten und schrieb Pédalo ivre, ein 1980 erschienenes ungewöhnliches Buch, das die Entdeckung einer idealen Gesellschaft im Genfersee erzählt, einer Mischung aus einem philosophischen Roman à la Voltaire und eine libertären Utopie, einem theoretischen Traktat und einer fröhlichen Zote.
Zwei Jahre später, 1982, erschien sein bekanntestes Buch, La Fin du développement, naissance d'une alternative ? [das Ende der Entwicklung – Geburt einer Alternative?], in dem er, nachdem er die Entwicklung über viele Seiten zu Grabe getragen hat, theoretisch zu fassen versucht, worin eine Alternative zu der alten untergehenden Welt bestehen könnte. In dieser Zeit und bis zum Ende seines Lebens arbeitete er regelmäßig am Bulletin des Vereins Champs du Monde von François de Ravignan mit.
Als Partant 1987 starb, arbeitete er an einem neuen Buch. Es wurde von einer Gruppe von Freunden, den amis parisiens de François Partant ediert und erschien im Oktober 1988 unter dem Titel La Ligne d'horizon. Es handelt sich nicht einfach um eine Ergänzung zu La Fin du développement, sondern um eine Analyse der Ideologie des Fortschritts, der Krise als Blockade des Systems und der Landwirtschaft als einer möglichen Hoffnung für eine Neuanfang.
La ligne d'horizon veranstaltete im März 2002 einen Kongress in Paris unter dem Titel Défaire le dévelopment. Refaire le monde.

## Nachweise
1. 1 2  Notice de personne: Partant, François (1926-1987), pseudonyme forme internationale, Katalog der Bibliothèque nationale de France, abgerufen am 4. Januar 2019.
2. ↑  siehe La Fin du développement, Neuausgabe 1997, Koedition Actes Sud/Leméac, coll. Babel, présentation de l'auteur
3. ↑  Im Vorwort zu der 2007 erschienenen Neuausgabe von La Ligne d'horizon schreibt Michel Parfenov « (…) François Partant war Bankier, dann in leitender Funktion bei der Caisse centrale de coopération économique (Vorgängerin der heutigen Agence française de développement), zuständig für ‘unterentwickelte Länder’, wie es in der damaligen Terminologie hieß».
4. ↑  Siehe die Sendung Profils perdus spéciale François Partant, France Culture, 18. Mai 1995. Siehe auch die Einleitung zu La Guérilla économique, édition du Seuil, 1976.
5. ↑  wörtlich : das trunkene Tretboot – eine Anspielung auf das Gedicht Le bateau ivre von Arthur Rimbaud.
6. ↑  Défaire le développement, refaire le monde, hrsg. von Frédérique Apffel-Marglin, Paris: Parangon, 2003

## Schriften
- La Guérilla économique, Paris : Éd. du Seuil, 1976
- Que la crise s'aggrave, Paris : Solin, 1978
- Le Pédalo ivre, Paris: Solin, 1980
- La Fin du développement 1982, Neuausgabe : La fin du développement: naissance d'une alternative?, 	Arles : Actes Sud, 1997
- La ligne d'horizon : essai sur l’après-développement, Paris : Éd. la Découverte, 1988, Taschenbuchausgabe. Paris: la Découverte, 2007, ISBN 9782707151360
- Cette crise qui n’en est pas une, 1993 – posthume Sammlung von Texten, die zwischen 1977 und 1983 erschienen oder unveröffentlicht geblieben waren